# Heliconius latior
Heliconius latior är en fjärilsart som beskrevs av Heinrich Neustetter 1932. Heliconius latior ingår i släktet Heliconius och familjen praktfjärilar. Inga underarter finns listade i Catalogue of Life.